# George Canning
George Canning (Marylebone, 11 aprile 1770 – Chiswick, 8 agosto 1827) è stato un politico britannico.
Ha fatto parte del Partito Tory. È stato Primo Ministro del Regno Unito dal 10 aprile 1827 all'8 agosto 1827.

## Biografia

### I primi anni: 1770–1793
Canning nacque in una famiglia anglo-irlandese che abitava a Queen Anne Street, Marylebone, Londra. Canning amava descriversi come "un irlandese nato a Londra". Suo padre, George Canning, Sr., di Garvagh, County Londonderry, Irlanda, era un gentiluomo impoverito che si era ridotto a fare l'avvocato prima ed il mercante poi e che indulgeva all'alcool ed aveva rinunciato alla sua parte di eredità in cambio del pagamento dei suoi debiti. Il padre di Canning giunse al punto di abbandonare la famiglia morendo in povertà l'11 aprile 1771. La madre di Canning, Mary Anne Costello, era una attrice, professione all'epoca non vista in maniera decorosa e rispettabile. Questa fu una delle ragioni che addussero i suoi avversari politici al momento della sua elezione, i quali ritenevano che il figlio di un'attrice non potesse essere nominato Primo Ministro del Regno Unito.
Canning ad ogni modo era intelligente e promettente sin dalla giovinezza e pertanto amici e parenti persuasero suo zio, il mercante londinese Stratford Canning (padre poi del diplomatico Stratford Canning), a divenire tutore del nipote. George Canning crebbe così coi cugini nella casa dello zio, il quale provvedette alla sua educazione. Il supporto finanziario di Stratford Canning permise al giovane Canning di studiare all'Eton College ed al Christ Church di Oxford. Egli eccelleva nelle materie classiche e si distingueva particolarmente nell'oratoria.
Canning divenne molto amico con Robert Banks Jenkinson, II conte di Liverpool e con Granville Leveson-Gower, I conte Granville oltre che con John Hookham Frere. Nel 1789 vinse un premio per il suo poema latino The Pilgrimage to Mecca che recitò al teatro di Oxford. Canning iniziò dopo la laurea in legge a praticare la professione di avvocato per poi entrare in politica nell'estate del 1791.

### L'entrata in politica: 1793–1795
Stratford Canning era un sostenitore degli Whig ed era intenzionato ad avviare il nipote alla carriera politica in seno a questo partito presentandolo a Charles James Fox, Edmund Burke, ed a Richard Brinsley Sheridan, in particolare riuscendo a creare molto feeling tra quest'ultimo e George.
Ad ogni modo George Canning, sia per le sue prospettive di risorse limitate che per gusto politico personale, non vedeva il proprio futuro tra le file degli Whig ma preferiva agganciarsi all'aristocrazia terriera ed ai potenti industriali. A partire dagli anni novanta Canning divenne sempre più conservatore in particolare dopo lo scoppio della Rivoluzione francese.
Perciò, quando Canning decise di entrare in politica, egli ricevette il patronato del leader del gruppo dei Tory William Pitt il Giovane. Nel 1793, grazie all'aiuto di Pitt, Canning divenne Deputato per la circoscrizione di Newtown sull'Isola di Wight. Nel 1796 egli cambiò sede per passare a Wendover nel Buckinghamshire.
Canning ascese velocemente nella carriera politica grazie alle proprie qualità di oratore e scrittore. I suoi discorsi in parlamento, così come le sue naturali qualità, diedero a Pitt ed ai suoi sostenitori quel potere retorico prima carente e da un lato posero Canning in una posizione di estrema rilevanza nel partito.

### Segretario agli Affari Esteri: 1796–1799

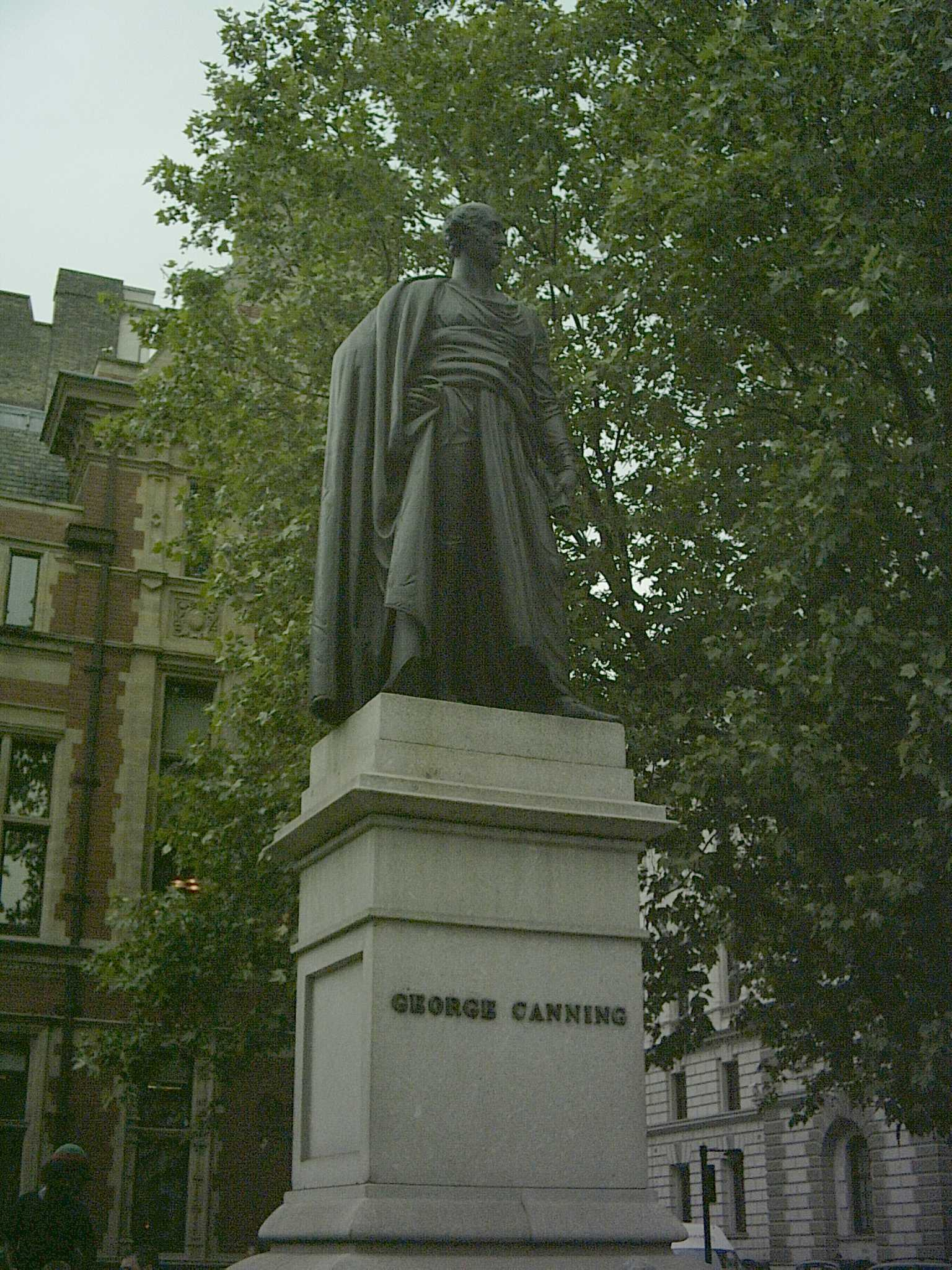
Statua di Canning nella Parliament Square di Londra eseguita da Sir Richard Westmacott, ed eretta nel 1832

Il 2 novembre 1795, Canning ricevette il proprio primo incarico ministeriale: Sottosegretario di Stato per gli Affari Esteri. In questo incarico egli si dimostrò uno strenuo sostenitore della politica di Pitt prendendo parte attiva nei dibattiti col Segretario di Stato agli Affari Esteri Lord Grenville. Sul finire del 1798 rispose così alle risoluzioni proposte dal deputato George Tierney per i trattati di pace con la Francia:
Per parte mia vado considerando ciò che è bene per la Gran Bretagna. Io personalmente non voglio inviare il mio messaggio a coloro che non considerano le sofferenze della Svizzera, a quanti non guardano all'Italia senza un fremito d'emozione dopo i saccheggi, gli insulti ed i tradimenti subiti da essa nei confronti dell'Europa. Io mi rivolgo a quanti vedono le sofferenze degli olandesi che vogliono insorgere e combattere per la loro libertà contro quella tirannia che li stritola senza sosta. Può qualcuno non guardare a questi fatti senza avere un minimo di compassione e di volontà di giustizia? Può qualcuno voltare lo sguardo di fronte alla Spagna che si china al giogo di un padrone straniero? Può un uomo continuare a tollerare tutto ciò in maniera indifferente? Possiamo essere indifferenti alla liberazione di Napoli ed ai trionfi della flotta britannica?
Pitt disse che questo discorso era uno dei più belli che egli avesse mai sentito. Egli rinunciò ad ogni modo al proprio incarico il 1º aprile 1799.

#### L'Anti-Giacobino
Canning venne coinvolto nella fondazione de l'Anti-Giacobino, un giornale che venne pubblicato ogni lunedì dal 20 novembre 1797 al 9 luglio 1798. Il suo proposito con questa pubblicazione fu quello di condannare le dottrine rivoluzionarie riportando notizie, pensieri e poesie sul tema in gran parte scritti da Canning. La poesia di Canning aveva lo scopo di mettere alla berlina e di ridicolizzare i poeti giacobini, tema sul quale si era già accanito a livello politico. Un giovane Whig, William Lamb (futuro Lord Melbourne, Primo Ministro) scrisse una Epistola agli Editori de L'Anti-Giacobino nella quale attaccò fortemente Canning in rima:
Who e'er ye are, all hail! – whether the skill
Of youthful CANNING guides the ranc'rous quill;
With powers mechanic far above his age,
Adapts the paragraph and fills the page;
Measures the column, mends what e'er's amiss,
Rejects THAT letter, and accepts of THIS;

### Incarichi vari e uscita temporanea dalla politica 1799–1804
Nel 1799 venne nominato Commissario per la Tavola di Controllo dell'India. Canning scrisse il 16 aprile di quell'anno: "Sono qui immerso nella carta a tal punto da non riuscire a comprendere tre parole in successione; ma devo tentare ugualmente di comprenderle per svolgere bene il mio compito.".
Canning venne nominato Paymaster of the Forces nel 1800. Nel febbraio del 1801 Pitt si dimise dall'incarico di Primo Ministro per l'opposizione del re all'emancipazione dei cattolici. Canning, malgrado il consiglio di Pitt per rimanere al governo, egli lealmente lo seguì all'opposizione. Il giorno successivo Canning scrisse a lady Malmesbury: "Io mi dimetto perché Pitt si dimette. E questo è tutto".
Pitt, sebbene ora si trovasse fuori da ogni gioco politico, continuò a combattere per la causa del proprio partito promuovendone la conoscenza e tenendo comizi pubblici che supportassero l'attività dei Tories sempre sfruttando la sua oratoria.

### Tesoriere della Marina: 1804–1806
Canning riprese la propria carriera politica nel 1804 quando Pitt ritornò al potere e lo nominò Tesoriere della Marina. Nel 1805 egli offrì però a Pitt le proprie dimissioni dopo che Addington fu inserito nel gabinetto di governo. Egli scrisse a lady Hester: "Sono umiliato dal fatto che Addington sia stato nominato ministro. Non sono nulla. Non posso aiutare, non posso entrare nella Camera dei Comuni o camminare per le strade in questo stato delle cose". Dopo aver letto di sfuggita questa lettera Pitt convocò Canning a Londra per un incontro nel quale egli gli espose il fatto che se avesse lasciato le proprie dimissioni avrebbe aperto una crepa insanabile all'interno del partito. Egli offrì pertanto a Canning l'incarico di Segretario di Stato per l'Irlanda ma questi rifiutò, ma decise comunque di non dimettersi concludendo la lettera formale a Pitt con la significativa e rassegnata frase "Dio lo perdoni".
Canning ad ogni modo lasciò il proprio incarico alla morte di Pitt e rimase escluso dai giochi di potere per circa un anno.

### Segretario per gli Affari Esteri: 1807–1809
Canning venne nominato Segretario per gli Affari Esteri col nuovo governo del duca di Portland nel 1807. Egli con questo incarico fu responsabile della diplomazia del paese durante le guerre napoleoniche e pianificò attentamente la Battaglia di Copenaghen del settembre 1807 dalla sua casa a South Hill Park presso Easthampstead nel Berkshire.
Dopo la sconfitta della Prussia da parte dei francesi, la neutralità della Danimarca risultò alquanto fragile da mantenere. Canning era spaventato dall'idea che la Danimarca, su pressione della Francia, divenisse ostile alla Gran Bretagna. Nella notte tra il 21/22 luglio 1807 Canning ricevette notizie dirette da Tilsit (dove Napoleone e lo zar Alessandro I di Russia si trovavano a negoziare un trattato) secondo le quali l'Imperatore francese aveva appena concluso un trattato di blocco navale contro l'Inghilterra della quale Danimarca e Portogallo erano membri.
Il 30 luglio una forza di 25.000 uomini si imbarcò alla volta della Danimarca con Francis Jackson che, su istruzione dello stesso Canning, aveva l'obbligo di impadronirsi della flotta danese ma anche di offrire una possibilità di redenzione alla Danimarca e per questo gli consegnò un trattato di alleanza con l'Inghilterra per tutto il corso della guerra. Il 31 luglio Canning scrisse a sua moglie: "L'ansioso intervallo tra questi giorni e l'attesa di sentire i risultati della spedizione [di Jackson] mi stanno agitando. Anche se il nostro successo è ormai certo, la misura è colma da ambo le parti". Napoleone, il 31 luglio inviò il proprio ministro degli esteri Talleyrand a informare i danesi che se avessero ceduto alle richieste dell'Inghilterra la regione dell'Holstein sarebbe stata invasa ed occupata da Jean Bernadotte.
Il 2 settembre, dopo che i negoziati di Jackson avevano avuto esito negativo, la flotta britannica iniziò a bombardare Copenaghen terminando il 5 settembre quando alle 19.00 i danesi richiesero la tregua. Il 7 settembre i danesi si dichiararono disposti a cedere la loro flotta all'Inghilterra in segno di alleanza (18 navi di linea, 15 fregate e 31 navi piccole), a condizione che gli inglesi avessero abbandonato la Celanda nelle successive sei settimane.
La notizia della dichiarazione di guerra della Russia alla Gran Bretagna giunse a Londra il successivo 2 dicembre e Canning scrisse a Lord Boringdon due giorni dopo: "La Pace di Tilsit è stata sottoscritta. Noi non vogliamo altri casi come quello di Copenaghen; ma se ce ne daranno occasione saremo qui ad aspettarli".
Il 3 febbraio 1808 il leader dell'opposizione George Ponsonby richiese formalmente la pubblicazione di tutte le informazioni sulle disponibilità della flotta danese. Canning replicò con un discorso di tre ore che venne dai più giudicato audace, eloquente ed esplicativo, non dimenticandosi di essere nel contempo deciso e preciso.
Nel novembre del 1807 Canning supervisionò inoltre il trasferimento della famiglia reale portoghese dal Portogallo al Brasile.

### Altri incarichi
Rimasto inattivo dal 1809, nel 1814 George Canning decise di rientrare in politica ma come diplomatico divenendo ambasciatore britannico in Portogallo, ritornando in patria dall'anno successivo.
Nel 1816 egli divenne President of the Board of Control, rinunciando però all'incarico nel 1820 in opposizione al trattamento di Carolina di Brunswick, moglie del nuovo re Giorgio IV che intendeva separarsi da lei con ogni mezzo, anche illegale. Canning e Carolina furono molto amici ed ebbero anche una breve relazione amorosa, il che venne giudicato inaccettabile.

### Segretario per gli Affari Esteri e Leader della Camera dei Comuni: 1822–1827

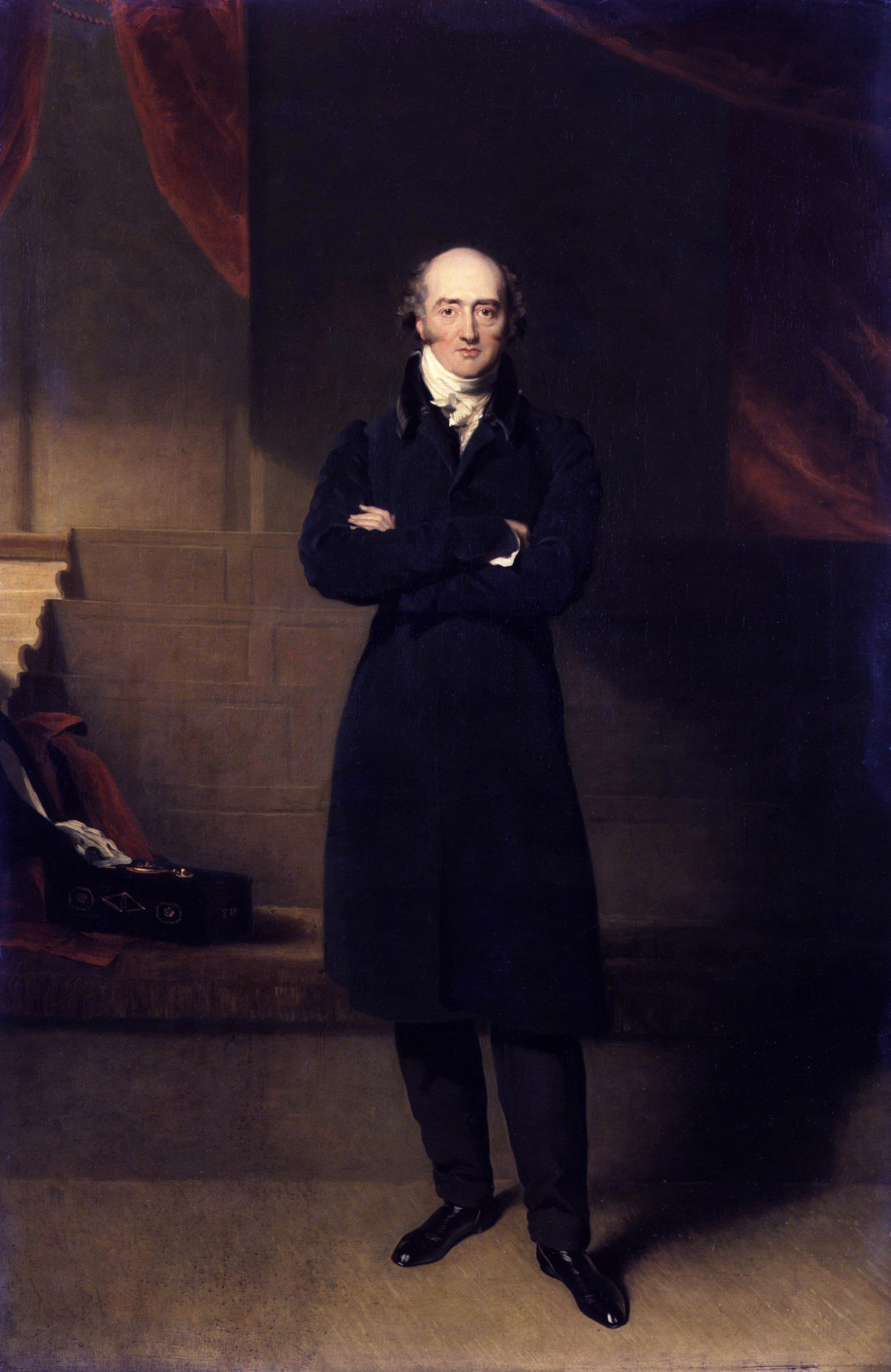
Canning in un ritratto di Richard Evans, c. 1825

Nell'agosto del 1822, dopo il suicidio del marchese di Londonderry, invece di recarsi in India, Canning gli succedette come Segretario per gli Affari Esteri e leader della Camera dei Comuni. In questa sua seconda amministrazione dell'incarico egli si preoccupò delle colonie del Sud America che risentivano ancora dell'influenza francese ed ottenne che esse divenissero in gran parte inglesi. Egli diede anche il proprio personale supporto alla campagna per l'abolizione della schiavitù. Malgrado i suoi dissidi personali col marchese di Londonderry che lo avevano portato negli anni precedenti anche a un duello con lui, egli continuò la via politica inaugurata dal suo predecessore, prevenendo anche l'apertura del commercio degli Stati Uniti con le Indie Orientali.

### Primo Ministro: 1827
Nel 1827 Liverpool subì una leggera paralisi e morì l'anno successivo, Canning, il suo braccio destro, venne prescelto da Giorgio IV per succedergli. Del vecchio gabinetto di governo, però, nessun uomo decise di rimanere in carica sotto il ministero di Canning in quanto poi lo stesso partito dei Tory era spaccato in due distinte fazioni, quella degli "High Tories" (o "Ultras") e i moderati che supportavano Canning, chiamati da lui appunto "Canningites". Come risultato, Canning ebbe non poche difficoltà a formare un governo e dovette invitare molti Whigs nel suo governo, tra i quali si distingueva Lord Lansdowne.
Ad ogni modo, in questo periodo, la salute di Canning stava lentamente peggiorando ed egli morì l'8 agosto 1827 nella sala dove 21 anni prima era deceduto anche Charles James Fox. Fino alle dimissioni di Liz Truss, avvenute nell'ottobre del 2022, dopo soli 45 giorni dalla sua elezione, il suo ministero è stato il più breve della storia d'Inghilterra in quanto durò appena 119 giorni. Venne sepolto nell'Abbazia di Westminster.
Massone, fu membro della Gran Loggia unita d'Inghilterra.

## Famiglia
Canning sposò Joan Scott (poi viscontessa Canning) (1776–1837) l'8 luglio 1800, con John Hookham Frere e William Pitt il Giovane quali testimoni.
La coppia ebbe quattro figli:
- George Charles Canning (1801–1820), morì di tubercolosi
- William Pitt Canning (1802–1828), morì a Madera, Portogallo
- Harriet Canning (1804–1876), sposò Ulick de Burgh, I marchese di Clanricarde
- Charles Canning (poi II visconte Canning e I conte Canning) (1812–1862)

## Ascendenza
|                   |                  |                      | Genitori          |  |  | Nonni |  |  | Bisnonni       |  |  | Trisnonni      |  |
|                   |                  |                      |                   |  |  |       |  |  | George Canning |  |  | George Canning |  |
|                   |                  |                      |                   |  |  |       |  |  | George Canning |  |  | George Canning |  |
|                   |                  | Mary Stepney         |                   |  |  |       |  |  | George Canning |  |  |                |  |
| Stratford Canning |                  |                      |                   |  |  |       |  |  | George Canning |  |  |                |  |
|                   |                  | Abigail Stratford    | Robert Stratford  |  |  |       |  |  |                |  |  |                |  |
|                   |                  | Abigail Stratford    | Robert Stratford  |  |  |       |  |  |                |  |  |                |  |
|                   |                  | Abigail Stratford    | Mary Walsh        |  |  |       |  |  |                |  |  |                |  |
| George Canning    |                  | Abigail Stratford    |                   |  |  |       |  |  |                |  |  |                |  |
|                   |                  | Obadiah Newburgh     | Thomas Newburgh   |  |  |       |  |  |                |  |  |                |  |
|                   |                  | Obadiah Newburgh     | Thomas Newburgh   |  |  |       |  |  |                |  |  |                |  |
|                   |                  | Obadiah Newburgh     | Letitia Vaughan   |  |  |       |  |  |                |  |  |                |  |
| Letitia Newburgh  |                  | Obadiah Newburgh     |                   |  |  |       |  |  |                |  |  |                |  |
|                   |                  | Mary                 | …                 |  |  |       |  |  |                |  |  |                |  |
|                   |                  | Mary                 | …                 |  |  |       |  |  |                |  |  |                |  |
|                   |                  | Mary                 | …                 |  |  |       |  |  |                |  |  |                |  |
| George Canning    |                  | Mary                 |                   |  |  |       |  |  |                |  |  |                |  |
|                   | Charles Costello | Edmond Costello      |                   |  |  |       |  |  |                |  |  |                |  |
|                   | Charles Costello | Edmond Costello      |                   |  |  |       |  |  |                |  |  |                |  |
|                   | Charles Costello | N. Dowell            |                   |  |  |       |  |  |                |  |  |                |  |
| Jordan Costello   | Charles Costello |                      |                   |  |  |       |  |  |                |  |  |                |  |
|                   |                  | Mary French          | …                 |  |  |       |  |  |                |  |  |                |  |
|                   |                  | Mary French          | …                 |  |  |       |  |  |                |  |  |                |  |
|                   |                  | Mary French          | …                 |  |  |       |  |  |                |  |  |                |  |
| Mary Ann Costello |                  | Mary French          |                   |  |  |       |  |  |                |  |  |                |  |
|                   |                  | Melchior Guy Dickens | Peter Guy Dickens |  |  |       |  |  |                |  |  |                |  |
|                   |                  | Melchior Guy Dickens | Peter Guy Dickens |  |  |       |  |  |                |  |  |                |  |
|                   |                  | Melchior Guy Dickens | Ayme              |  |  |       |  |  |                |  |  |                |  |
| Mary Guy Dickens  |                  | Melchior Guy Dickens |                   |  |  |       |  |  |                |  |  |                |  |
|                   |                  | Mariane Oiseau       | …                 |  |  |       |  |  |                |  |  |                |  |
|                   |                  | Mariane Oiseau       | …                 |  |  |       |  |  |                |  |  |                |  |
|                   |                  | Mariane Oiseau       | …                 |  |  |       |  |  |                |  |  |                |  |
|                   |                  | Mariane Oiseau       |                   |  |  |       |  |  |                |  |  |                |  |